# نویز برست
نویز بِرست (به انگلیسی: Burst noise) یا نویز هجومی نوعی نویز الکترونیکی است که در نیم‌رساناها و لایه‌های اکسید گیت بسیارنازک رخ می‌دهد. به آن نویز تلگرافی تصادفی (به انگلیسی: random telegraph noise) (RTN)، نویز پُف‌فیلی (به انگلیسی: popcorn noise)، نویز ضربه‌ای (به انگلیسی: impulse noise)، نویز دوپایدار (به انگلیسی: bi-stable noise) یا نویز سیگنال تلگرافی تصادفی (به انگلیسی: bi-stable noise) (RTS) نیز می‌گویند.
این شامل گُذارهای ناگهانی پلّه‌مانند بین دو یا چند سطح ولتاژ یا جریان گسسته، تا چند صد میکروولت، در زمان‌های تصادفی و پیش‌بینی‌ناپذیر است. هر تغییر در ولتاژ یا جریان آفست اغلب از چند میلی‌ثانیه تا ثانیه طول می‌کشد و اگر به بلندگوی صوتی متصل شود مانند پُف‌فیل به نظر می‌رسد.
نویز هجومی اولین بار در دیودهای اتصال نقطه‌ای اولیه مشاهده شد، سپس در طی تجاری‌سازی یکی از اولین آپ‌اَمپ‌های نیم‌رسانا دوباره کشف شد.709 هیچ منبع واحدی از نویز هجومی برای توضیح همه رخدادها نظریه‌پردازی نشده است، با این حال شایع‌ترین علت به‌دام‌اندازی و آزاد شدن حامل‌های بار تصادفی در سطح‌مشترک لایه نازک یا در محل‌های نقص در کریستال نیم‌رسانا بدنه است. در مواردی که این بارها تأثیر قابل‌توجهی بر عملکرد ترانزیستور دارند (مانند زیر گیت ماس یا در ناحیه بیس دوقطبی)، سیگنال خروجی می‌تواند قابل توجه باشد. این نقایص می‌توانند در اثر فرآیندهای تولیدی مانند کاشت یون‌های سنگین یا عوارض‌جانبی غیرعمدی مانند آلودگی سطح ایجاد شوند.
برای به حداقل رساندن میزان نویز در یک کاربرد خاص، می‌توان آپ‌آمپ‌های ویژه‌ای را از نظر نویز هجومی با مدارهای آشکارساز پیک غربال کرد.
نویز هجومی با استفاده از فرایند تلگرافی، یک فرایند تصادفی زمان‌پیوسته مارکوفی که به‌طور ناپیوسته بین دو مقدار متمایز پَرش می‌کند، به صورت ریاضی مدل‌سازی می‌شود.